# Grub (Gemeinde Würmla)
Grub bei Saladorf ist ein Ortsteil und eine Katastralgemeinde der Marktgemeinde Würmla in Niederösterreich.

## Geografie
Der Ort an der Landesstraße L2223 bestand früher aus mehreren Gehöften, die auch im franziszeischen Kataster sichtbar sind und heute aus mehreren großzügigen Villen.

## Geschichte
Laut Adressbuch von Österreich waren im Jahr 1938 in Grub bei Saladorf ein Gastwirt, ein Schuster und ein Gutsbetrieb ansässig.